# Myrmecaelurus solaris
Myrmecaelurus solaris is een insect uit de familie van de mierenleeuwen (Myrmeleontidae), die tot de orde netvleugeligen (Neuroptera) behoort. 
Myrmecaelurus solaris is voor het eerst wetenschappelijk beschreven door Krivokhatsky in 2002.